# Cheilonycha
Cheilonycha is een geslacht van kevers uit de familie van de loopkevers (Carabidae). De wetenschappelijke naam van het geslacht is voor het eerst geldig gepubliceerd in 1843 door Lacordaire.

## Soorten
Het geslacht Cheilonycha omvat de volgende soorten:
- Cheilonycha auripennis Lucas, 1857
- Cheilonycha chalybea (Dejean, 1825)